# Бєльці-Слободзея

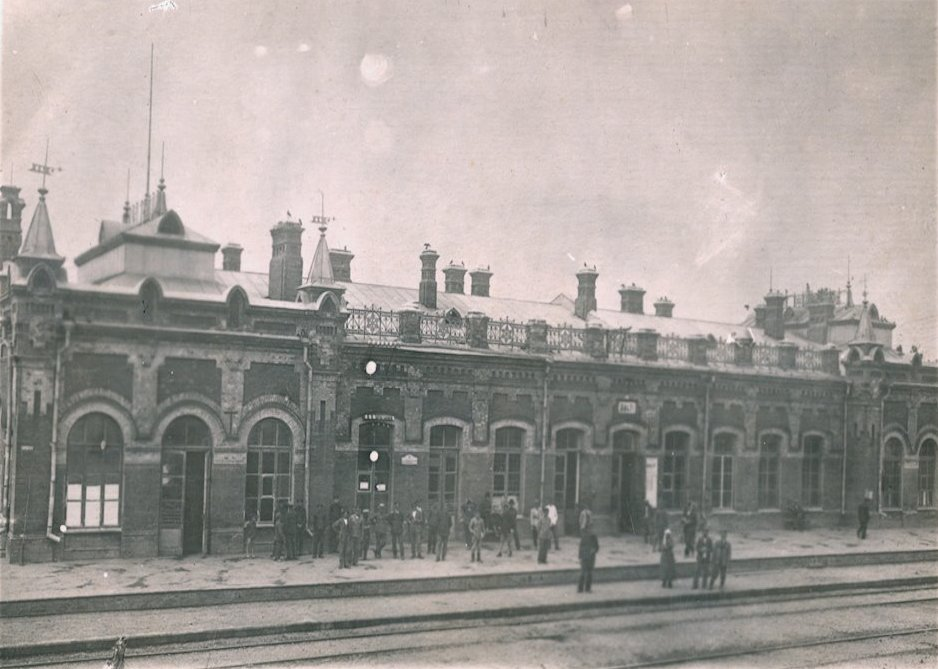
Вокзал, міжвоєнне фото

Бєльці-Слободзея (рум. Gara Bălți-Slobozia) — вузлова залізнична станція у місті Бєльці на півночі Молдови.